# Pausires d'Egipte
Pausires (Pausiras Παυσίρας) fou un egipci líder de la revolta nacional contra Ptolemeu V Epífanes.
Els caps rebels es van apoderar de Licòpolis però no van poder resistir l'atac del general Polícrates, al servei de Ptolemeu, i finalment es van rendir a discreció. Tots els caps foren condemnats a mort i executats el 184 aC.